# Kelvin Atkinson
Kelvin Atkinson (sinh ngày 8 tháng 4 năm 1969) là cựu thành viên đảng Dân chủ của Thượng viện Nevada, đại diện cho Quận 4. Trước đây ông từng phục vụ trong Hạ viện Nevada, đại diện cho Quận Clark Quận 17 từ năm 2002 đến 2012.
Vào ngày 22 tháng 4 năm 2013, trong một cuộc tranh luận về việc 
bãi bỏ lệnh cấm kết hôn đồng tính của Nevada, Atkinson tuyên bố trên sàn Thượng viện rằng: "Tôi là người da đen. Tôi là người đồng tính." Đó là lần đầu tiên ông công khai xác định là đồng tính. Ông trở thành thành viên LGBT công khai thứ năm của cơ quan lập pháp bang Nevada, cùng với các thượng nghị sĩ David Park và Patricia Spearman và các ủy viên hội đồng James Healey và Andrew Martin.
Atkinson và bạn đời Sherwood Howard là cặp đôi đồng giới đầu tiên kết hôn ở Nevada, xảy ra vào ngày 9 tháng 10 năm 2014.

### Từ chức và phí liên bang
Vào ngày 5 tháng 3 năm 2019, Kelvin Atkinson đã từ chức trong bối cảnh các cáo buộc liên bang buộc tội ông lạm dụng các quỹ chiến dịch để sử dụng cá nhân.
Sau đó ông bị kết tội lừa đảo.
Vào ngày 18 tháng 7 năm 2019, một thẩm phán liên bang đã ra lệnh cho Atkinson phải ngồi tù 27 tháng và trả $249,900 tiền bồi thường cho việc lạm dụng quỹ chiến dịch của mình.